# Carlos Kenig

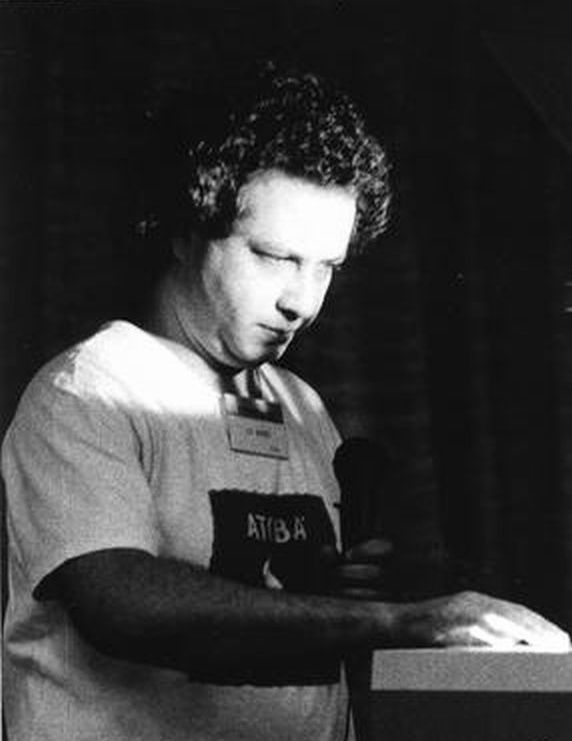
Carlos Kenig 1990 in Nagoya

Carlos Eduardo Kenig (* 25. November 1953 in Buenos Aires) ist ein argentinisch-US-amerikanischer Mathematiker, der sich mit Analysis beschäftigt.

## Leben
Kenig ging in Buenos Aires zur Schule. Er studierte und promovierte 1978 an der University of Chicago bei Alberto Calderon ({\displaystyle H_{p}} spaces on Lipschitz Domains). Danach war er 1978 bis 1980 Instructor an der Princeton University und danach an der University of Minnesota, wo er 1983 Professor wurde. Ab 1985 war er Professor an der Universität Chicago, wo er heute Louis Block Distinguished Service Professor ist.
Kenig befasst sich mit harmonischer Analyse und partiellen Differentialgleichungen. 2008 erhielt er den Bôcher Memorial Prize speziell für Arbeiten über nichtlineare dispersive partielle Differentialgleichungen wie der Korteweg-de-Vries-Gleichung oder die nichtlineare Schrödingergleichung. In der Preis-Laudatio werden dabei Arbeiten mit Frank Merle, Gustavo Ponce, Louis Vega und Alex Ionescu zitiert.
Kenig war Guggenheim Fellow und Sloan Research Fellow. Er ist Fellow der American Mathematical Society. Er war Invited Speaker auf dem ICM in Berkeley 1986 (Carleman estimates, uniform Sobolev inequalities for second order differential operators and unique continuation theorems) und in Peking 2002 (Harmonic measure and „locally flat“ domains). Ebenso wurde er 2002 in die American Academy of Arts and Sciences gewählt. 2010 hielt er einen Plenarvortrag auf dem Internationalen Mathematikerkongress in Hyderabad (The global behaviour of solutions to critical nonlinear dispersion equations). 1984 erhielt er den Salem-Preis. 2014 wurde er in die National Academy of Sciences gewählt. Kenig wurde ausgewählt, 2017 die Colloquium Lectures der American Mathematical Society zu halten. Er wurde im Juli 2018 zum Präsidenten der Internationalen Mathematischen Union gewählt für die Periode 2019–2022.

## Schriften
- Harmonic analysis techniques for second order elliptic boundary value problems, AMS 1994
- mit Jean Bourgain, Sergiu Klainerman (Herausgeber): Mathematical aspects of nonlinear dispersive equations, Princeton University Press 2007
- mit Luca Capogna, Loredana Lanzani: Geometric Measure- geometric and analytic points of view, AMS 2005
- mit Panagiota Daskalopoulos: Degenerate Diffusions: Initial Value Problems and Local Regularity Theory, EMS Tracts in Mathematics, 2007